# 아키르드

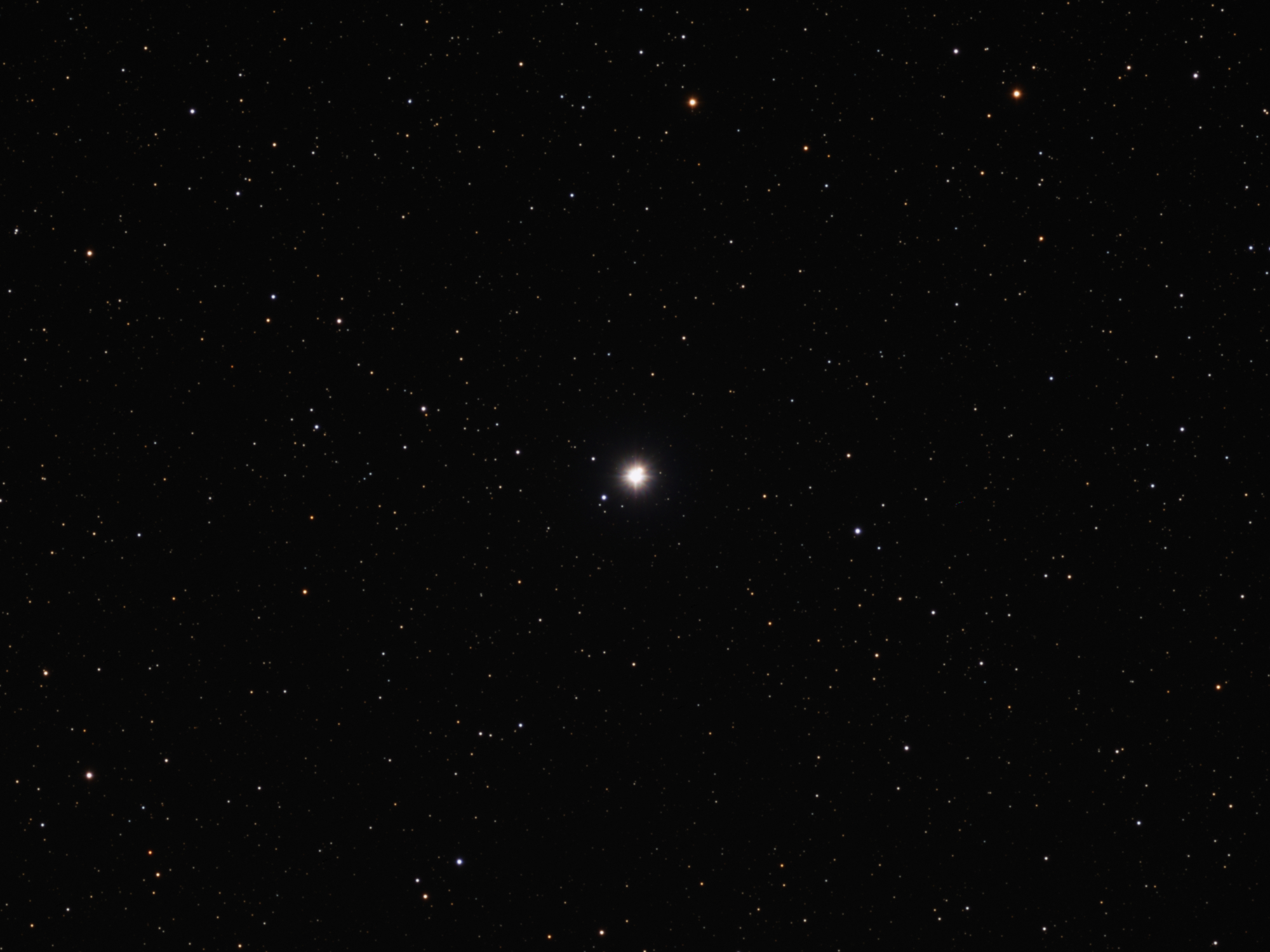

아키르드(Achird)는 카시오페이아자리에 있는 별로 지구에서 19.4 광년 떨어진 곳에 있다. 이 별은 바이어 명명법에 의하면 카시오페이아자리 에타로 읽는다. 중국에서는 왕량삼(王良三, 왕량의 셋째 별)으로 불렀다. 주성 A와 B는 지구에서 볼 때 둘이 합쳐서 사냥개자리 RS 변광성의 특징을 보여주며, 밝기는 0.05등급의 진폭을 보인다.
아키르드 항성계의 주성 아키르드 A는 분광형 G0V의 주계열성으로, 우리 태양보다 조금씩 더 밝고 뜨겁다. 지구인이 아키르드 항성계 내를 여행할 수 있다면, 아키르드 A는 마치 태양처럼 보일 것이다. A의 겉보기 등급은 +3.45이다.
반성 아키르드 B는 주성에 비해 매우 어두운 분광형 K7V의 오렌지색 왜성으로, 겉보기 등급은 +7.51로 지구에서 이 별을 맨눈으로 관찰할 수는 없다.
아키르드의 시차는 0.168초각이며 A와 B는 천구상에서 12초 떨어져 있다. 여기서 아키르드 A와 B는 71천문단위 떨어져 있음을 알 수 있다. 이심률은 0.497로 두 별이 가장 가까이 접근할 때는 36천문단위까지 가까워진다. 이는 태양에서 명왕성까지의 평균 거리보다 약간 가까운 정도이다. 아키르드의 주변에는 눈으로 볼 때 동료들처럼 보이는 여섯 개의 어두운 항성들이 존재하며 이들은 워싱턴 이중성 항성목록에 수록되어 있다. 그러나 이들 중 아키르드와 실제 중력으로 묶여 있는 별들은 없으며, 단지 지구 관측자의 시선 방향과 일치하는 곳에 있어서 가깝게 보이는 것일 뿐이다.

## 같이 보기
- 항성 목록
- 카시오페이아자리의 항성 목록

## 참고 문헌
1. 1 2 3 4  “SIMBAD query result: V* eta Cas -- Spectroscopic binary”. Centre de Données astronomiques de Strasbourg. 2009년 4월 12일에 확인함.
2. 1 2 3 4 5  Fernandes, J.; Lebreton, Y., Baglin, A., Morel, P. (1998). “Fundamental stellar parameters for nearby visual binary stars: eta Cas, XI Boo, 70 OPH and 85 Peg”. 《Astronomy and Astrophysics》 338: 455–464. 2009년 4월 12일에 확인함.
3. ↑  Strand, K. A. (1969). “The orbit of Eta Cassiopeiae”. 《Astronomical Journal》 74: 760–763. doi:10.1086/110853. 2009년 4월 12일에 확인함.